# Wydział Oceanotechniki i Okrętownictwa Politechniki Gdańskiej
Wydział Oceanotechniki i Okrętownictwa – nieistniejący wydział Politechniki Gdańskiej.

## Historia
Wydział został powołany do życia z dniem 1 października 1904, z chwilą utworzenia Królewskiej Politechniki w Gdańsku. W tamtym okresie nazwany został Wydziałem Budowy Okrętów i Maszyn Okrętowych.
Od 1945, czyli od powołania powojennej Politechniki Gdańskiej, istniał dalej jako Wydział Budowy Okrętów. W 1990 nazwa wydziału została zmieniona na Oceanotechniki i Okrętownictwa, co wiązało się to ze zmianą profilu kształcenia, metod i jego zakresu.
1 stycznia 2021 Wydział Oceanotechniki i Okrętownictwa oraz Wydział Mechaniczny zostały połączone, w wyniku czego powstał Wydział Inżynierii Mechanicznej i Okrętownictwa.

## Kierunki i specjalności (inżynieria)
- Oceanotechnika w specjalnościach:
  - Budowa Okrętów i Jachtów
  - Maszyny, Siłownie i Urządzenia Okrętów i Obiektów Oceanotechnicznych
  - Zarządzanie i Marketing w Gospodarce Morskiej
  - Inżynieria Zasobów Naturalnych
- Energetyka (kierunek międzywydziałowy prowadzony z wydziałem Mech i EiA) w specjalnościach:
  - Automatyzacja Systemów Energetycznych
  - Maszyny Przepływowe
- Transport w specjalnościach:
  - Środki transportu wodnego
  - Systemy transportu wodnego

## Katedry i zakłady
- Katedra Teorii i Projektowania Okrętów
- Katedra Technologii Okrętu, Systemów Jakości i Materiałoznawstwa
- Zakład Mechaniki, Konstrukcji i Wytrzymałości Okrętu
- Katedra Siłowni Okrętowych
- Katedra Urządzeń Okrętowych i Oceanotechnicznych
- Katedra Automatyki Okrętowej i Napędów Turbinowych
- Katedra Mechaniki Konstrukcji

## Władze
Władze wydziału:
- Dziekan: dr hab. inż. Wojciech Litwin
- Prodziekan ds. nauki: dr hab. inż. Jerzy Kowalski
- Prodziekan ds. kształcenia: dr inż. Roman Liberacki
- Prodziekan ds. organizacji Studiów: dr hab. inż. Damian Bocheński
- Dyrektor administracyjny: mgr inż. Janusz Mucharski

Poprzedni dziekani (alfabetycznie):
- dr hab. inż. Marek Dzida
- dr hab. inż. Janusz Kozak
- prof. dr hab. inż. Krzysztof Rosochowicz
- prof. dr hab. inż. Jan Szantyr

## Organizacje studenckie
- Koło Naukowe "Synertech"
- Koło Studentów Techniki Okrętowej "Korab"
- Koło Naukowe "Piksel"